# Taça dos Campeões Europeus de Hóquei em Patins de 1979-80
A Taça dos Campeões Europeus de Hóquei em Patins de 1979-80 foi a 15.ª edição da Taça dos Campeões.

## Equipas participantes
| País               | Clube             | Classificação                                                     |
| ------------------ | ----------------- | ----------------------------------------------------------------- |
| Alemanha Ocidental | SpVgg Herten 07   | Campeão da Liga Alemã-Ocidental de 1978/79                        |
| Bélgica            | RH Rolta Louvain  | Campeão da Liga Belga de 1978/79                                  |
| Espanha            | FC Barcelona      | Campeão Europeu de 1978/79 e Campeão da Liga Espanhola de 1978/79 |
| Espanha            | Reus Deportiu     | 2.º lugar da Liga Espanhola de 1978/79                            |
| França             | La Vendéenne      | Campeão da Liga Francesa de 1978/79                               |
| Inglaterra         | Middlesbrough RHC | Campeão da Liga Inglesa de 1978/79                                |
| Itália             | Laverda Breganze  | Campeão da Liga Italiana de 1978/79                               |
| Países Baixos      | RC Lichtstad      | Campeão da Liga Neerlandesa de 1978/79                            |
| Portugal           | SL Benfica        | Campeão da Liga Portuguesa de 1978/79                             |
| Suíça              | RS Zurique        | Campeão da Liga Suíça de 1978/79                                  |

## Jogos

### 1.ª Eliminatória
| Equipa 1         | Total | Equipa 2         | 1.ª Mão | 2.ª Mão |
| ---------------- | ----- | ---------------- | ------- | ------- |
| SpVgg Herten     | 18-10 | RH Rolta Louvain | 12-3    | 6-7     |
| Laverda Breganze | 2-3   | SL Benfica       | 0-2     | 2-1     |

### Fase Final
|  | Quartos-de-Final | Quartos-de-Final | Quartos-de-Final | Quartos-de-Final |                   |              | Meias-finais | Meias-finais | Meias-finais |  |              | Final | Final | Final |
|  |                  |                  |                  |                  |                   |              |              |              |              |  |              |       |       |       |
|  | 1                | RS Zurique       | 4                | 2                |                   |              |              |              |              |  |              |       |       |       |
|  | 8                | FC Barcelona     | 8                | 13               |                   |              |              |              |              |  |              |       |       |       |
|  | 8                | FC Barcelona     | 8                | 13               |                   | FC Barcelona | 5            | 3            |              |  |              |       |       |       |
|  |                  |                  |                  |                  |                   | FC Barcelona | 5            | 3            |              |  |              |       |       |       |
|  |                  | Reus Deportiu    | 0                | 5                |                   |              |              |              |              |  |              |       |       |       |
|  | 4                | Reus Deportiu    | 0                | 5                | Reus Deportiu     | 7            | 8            |              |              |  |              |       |       |       |
|  | 4                |                  |                  |                  | Reus Deportiu     | 7            | 8            |              |              |  |              |       |       |       |
|  | 5                | SpVgg Herten     | 1                | 0                |                   |              |              |              |              |  |              |       |       |       |
|  | 5                | SpVgg Herten     | 1                | 0                |                   |              |              |              |              |  | FC Barcelona | 5     | 6     |       |
|  |                  |                  |                  |                  |                   |              |              |              |              |  | FC Barcelona | 5     | 6     |       |
|  |                  | SL Benfica       | 2                | 3                |                   |              |              |              |              |  |              |       |       |       |
|  | 3                | SL Benfica       | 2                | 3                | Middlesbrough RHC | 1            | 3            |              |              |  |              |       |       |       |
|  | 3                |                  |                  |                  | Middlesbrough RHC | 1            | 3            |              |              |  |              |       |       |       |
|  | 6                | RC Lichtstad     | 9                | 20               |                   |              |              |              |              |  |              |       |       |       |
|  | 6                | RC Lichtstad     | 9                | 20               |                   | RC Lichtstad | 3            | 3            |              |  |              |       |       |       |
|  |                  |                  |                  |                  |                   | RC Lichtstad | 3            | 3            |              |  |              |       |       |       |
|  |                  | SL Benfica       | 5                | 3                |                   |              |              |              |              |  |              |       |       |       |
|  | 2                | SL Benfica       | 5                | 3                | SL Benfica        | 13           | 7            |              |              |  |              |       |       |       |
|  | 2                |                  |                  |                  | SL Benfica        | 13           | 7            |              |              |  |              |       |       |       |
|  | 7                | La Vendéenne     | 1                | 3                |                   |              |              |              |              |  |              |       |       |       |
|  | 7                | La Vendéenne     | 1                | 3                |                   |              |              |              |              |  |              |       |       |       |

### Quartos-de-Final
| Equipa 1          | Total | Equipa 2     | 1.ª Mão | 2.ª Mão |
| ----------------- | ----- | ------------ | ------- | ------- |
| RS Zurique        | 6-21  | FC Barcelona | 4-8     | 2-13    |
| Reus Deportiu     | 15-1  | SpVgg Herten | 7-1     | 8-0     |
| Middlesbrough RHC | 4-29  | RC Lichtstad | 1-9     | 3-20    |
| SL Benfica        | 20-4  | La Vendéenne | 13-1    | 7-3     |

### Meias-finais
| Equipa 1     | Total | Equipa 2      | 1.ª Mão | 2.ª Mão |
| ------------ | ----- | ------------- | ------- | ------- |
| FC Barcelona | 8-5   | Reus Deportiu | 5-0     | 3-5     |
| RC Lichtstad | 6-8   | SL Benfica    | 3-5     | 3-3     |

### Final
| Equipa 1     | Total | Equipa 2   | 1.ª Mão | 2.ª Mão |
| ------------ | ----- | ---------- | ------- | ------- |
| FC Barcelona | 11-5  | SL Benfica | 5-2     | 6-3     |

| Campeão Europeu 1979-80   |
| ------------------------- |
|                           |
| FC Barcelona (5.º título) |

### Internacional
- Ligações para todos os sítios de hóquei
- Mundook- Sítio com notícias de todo o mundo do hóquei
- Hoqueipatins.com - Sítio com todos os resultados de Hóquei em Patins